# 虹色の森
『虹色の森』（にじいろのもり）は、毎日放送の制作により、TBS系列の「木曜座」（毎週木曜日22:00 - 22:54）の枠で、1981年（昭和56年）7月23日から同年9月24日まで放送されていたテレビドラマ。全10話。

## 概要
小さなCM会社・広告代理店「レインボー企画」に勤める32歳の女性・北村真紀は「自分は平凡な女性」と自認しているが、結婚適齢期を迎えていた。真紀の新しいCM制作の仕事に協力した課長の牟田口一郎から好意を持たれていたりもする。ある日、真紀は樫村社長から求婚されるが、樫村は事故死してしまう。真紀は樫村に代わってレインボー企画の経営を任されることになった…。真紀が厳しいビジネスの世界の中で、四苦八苦して孤軍奮闘しながらキャリアウーマンとして自立していくその様子を、シンガーソングライターを目指す弟・和明との姉弟愛などを絡めながら描いていった。

## キャスト
- 北村真紀：十朱幸代
- 北村和明：時任三郎
- 牟田口一郎：小野寺昭
- 野本健：奥田瑛二
和明の売り出しに情熱を燃やす。
- 久美子：梓みちよ
スナックのママ。
- 香江：熊谷美由紀
- 伊藤：柳生博
- 津川洋平（経理）：犬塚弘
- 福本：平田昭彦
下着会社の宣伝部長。
- 牟田口広子：三條美紀
牟田の母。
- 樫村哲郎：森本レオ
樫村の息子。
- 樫村社長：三橋達也

## スタッフ
- 脚本：岡本克己
- 演出：信濃正兄
- 制作：松竹、毎日放送

## 主題歌・挿入歌
- 鈴木キサブロー：『ウインド』
- 時任三郎：『川の流れを抱いて眠りたい』（作詞：岡本おさみ、作曲：鈴木キサブロー）